# Leucania uruma
Leucania uruma är en fjärilsart som beskrevs av Shigero Sugi 1970. Leucania uruma ingår i släktet Leucania och familjen nattflyn. Inga underarter finns listade i Catalogue of Life.